# 672
| [ Edytuj tabelę ]          |                                         |
| Cesarz Bizancjum           | - 668 Konstantyn IV 685                 |
| Cesarz Chin                | - 649 Tang Gaozong 683                  |
| Król Essexu                | - 664 Sighere 683 - 664 Sebbi 694       |
| Król Franków w Neustrii    | - 658 Chlotar III 673                   |
| Cesarz Japonii             | - 671 Kōbun 672                         |
| Kalif                      | - 661 Mu’awija I 680                    |
| Król Kentu                 | - 664 Egbert I 673                      |
| Patriarcha Konstantynopola | - 669 Jan V 675                         |
| Król Longobardów           | - 671 Perktarit 688                     |
| Król Mercji                | - 658 Wulfhere 675                      |
| Król Nortumbrii            | - 670 Egfryt 685                        |
| Papież                     | - 657 Witalian 672 - 672 Adeodat II 676 |
| Król Wizygotów             | - 649 Recceswint 672 - 672 Wamba 680    |

Rok 672 / DCLXXII
stulecia: VI wiek ~
VII wiek ~
VIII wiek

lata: 662 «
667 «
668 «
669 «
670 «
671 «
672
» 673
» 674
» 675
» 676
» 677
» 682

## Wydarzenia
- 11 kwietnia – Adeodat II został papieżem.

## Urodzili się
- Św. Beda, zwany Czcigodnym – anglosaski mnich

## Zmarli
- Witalian, papież (ur. 600)
- Tenji, cesarz Japonii (ur. 626)